# 納什山
81°53′S 89°23′W / 81.883°S 89.383°W
納什山是南極洲的山峰，位於埃爾斯沃思地，處於馬丁山西北面46公里，該山峰由美國海軍的上尉命名，現時由南極條約體系管理。